# Proroblemma stictopteris
Proroblemma stictopteris là một loài bướm đêm trong họ Erebidae.